# John S. Noyes
John S. Noyes, född den 3 april 1949 i Cardiff, är en brittisk entomolog som specialiserat sig på glanssteklar.
Auktorsnamnet Noyes kan användas för John S. Noyes i samband med ett vetenskapligt namn inom zoologin; se Wikipedia-artiklar som länkar till auktorsnamnet.